# Transdifférenciation
 (novembre 2016).
Si vous disposez d'ouvrages ou d'articles de référence ou si vous connaissez des sites web de qualité traitant du thème abordé ici, merci de compléter l'article en donnant les références utiles à sa vérifiabilité et en les liant à la section « Notes et références ».
 (octobre 2024).
Motif : RI inexact, d'autres passages le sont probablement en conséquence, utilisation de la version EN
La transdifférenciation est le processus par lequel des cellules somatiques matures sont transformées en d'autres sans passer par une phase pluripotente ou par une cellule progénitrice (en). La transdifférenciation est un processus comparable à celui de la différenciation de cellule, donc qui requiert une combinaison de plusieurs gènes sélecteurs et homéotiques qui permettent de déterminer le patron de développement. Les gènes sélecteurs permettent aux cellules de bien se positionner et d’avoir une forme précise. Les gènes homéotiques, quant à eux, sont chargés de placer les organes aux bons endroits lors du développement de l’organisme. Ces gènes sont en fait responsables de coder des facteurs de transcription qui activent ou désactivent d’autres gènes. Ainsi, cela signifie que la combinaison des gènes homéotiques et sélecteurs qui avait été déterminée lors du développement ait changé de manière drastique. Par conséquent, les facteurs de transcription ayant été modifiés permettraient aux cellules de se transformer.
Ce phénomène peut être causé par plusieurs facteurs. Il est possible qu’il y ait eu tout simplement une mutation dans les gènes homéotiques. Cependant, il est aussi probable que l’environnement de la cellule ait une influence sur celles qui sont susceptibles à se transformer. En effet, lorsqu’un stress affecte une cellule, celle-ci pourrait pallier certaines contraintes en changeant de fonction afin de rendre l’organisme plus apte à surmonter la situation. 
Lorsqu'une cellule est transdifférenciée, celle-ci peut soit passer d’une cellule dite progénitrice avec une fonction bien précise pour se transformer en une cellule dite descendante ayant une tout autre fonction, ou bien passer par un stade intermédiaire, une cellule souche. Les cellules étant déjà spécialisée peuvent se changer beaucoup moins facilement que les cellules souches. La deuxième option implique alors une dédifférenciation ainsi qu’une division, ce qui l’allonge comparativement à la première. La prédisposition naturelle à avoir des cellules pouvant se transdifférencier est un caractère héritable.
La transdifférenciation peut mener à la métaplasie, c’est-à-dire la transformation d’un tissu, qui peut autant constituer des avantages que des inconvénients. Elle peut mener à la néoplasie qui implique la croissance de tissus pouvant être nuisibles pour l’organisme et qui est à l’origine de certains cancers. Cependant, elle peut aussi être associée avec la régénération de tissu lorsque celui-ci est endommagé. Ce phénomène peut ainsi remédier à beaucoup de maladies, telles que le Parkinson, les maladies de cœur et le diabète.

## Découverte
En 1987, Davis et al reportent le premier cas de transdifférenciation où une cellule a changé d'un type de cellule adulte à un autre. En forçant les fibroblastes embryonnaires de souris à exprimer le facteur MyoD, cela a été démontré suffisant pour les changer en myoblastes.

## Chez les mammifères

Cellule nerveuse comprenant un axone et une gaine de myéline

La transdifférenciation est un phénomène peu présent chez les mammifères, mais certaines études laissent à croire qu’il pourrait avoir quelques cas existants chez certaines espèces. Une des théories les plus étudiées serait le changement des muscles lisses et squelettiques se trouvant dans l’œsophage des souris. Les muscles squelettiques peuvent être contrôlés de manière volontaire alors que les muscles lisses ne le peuvent pas. En effet, lors des premiers jours du développement, l’œsophage ne contient que des muscles lisses et lors du stade adulte, la structure est composée de trois couches, dont une couche constituée de cellules de muscles squelettiques.  Il a été démontré que quelques cellules présentes lors des premiers jours postnataux possédaient des caractéristiques intermédiaires, c’est-à-dire des facteurs de régulation myogénique (MRF5, MyoD, MRF4 et de la myogénine) appartenant à des cellules squelettiques, alors qu’elles devraient être lisses. Cela forme alors l’hypothèse que ces cellules n’étaient pas premièrement destinées à être squelettiques et qu’elles ont ainsi subi une transdifférenciation afin de permettre faciliter le passage de la nourriture dans l’œsophage. Cependant, cette théorie s’est révélée fausse.
Un autre exemple serait celui de la régénération des cellules nerveuses. Les cellules de Schwann, c’est-à-dire celles qui font partie de la gaine de myéline, se dédifférencient et perdent leur fonction juste avant de se diviser pour remédier à une perte de tissu nerveux périphérique. Ensuite, elle se redifférencient en axones.
Toutefois, la plupart des cas retrouvés de transdifférenciation des mammifères sont effectués artificiellement.

### Transdifférenciation du pancréas et du foie
Plusieurs espèces présentent de la transdifférenciation au niveau de ces deux organes et cela est dû au fait qu’ils possèdent chacun beaucoup de différents types de cellules, qui ont été différenciées à partir des cellules endodermes dès les premiers stades du développement, même si elles n’étaient pas toutes situés au même endroit. Ainsi, elles possèdent un différent pouvoir de régénération.

#### Régénération du pancréas à partir de cellules pancréatiques
La régénération des tissus endommagés du pancréas est un phénomène étudié surtout chez les rats. Une étude a démontré qu’après avoir détruit 90 % du pancréas, celui-ci était capable de régénérer des tissus endocrines et exocrines, donc des glandes permettant de créer des hormones propres au pancréas, à partir de cellules acinaires, un autre type de cellules sécrétant des hormones digestives, ainsi qu’avec des cellules souches retrouvées dans les tissus ductaux, qui sécrètent des hormones pour maintenir le pH du pancréas. Donc, même si toutes ces cellules font partie de tissus permettant de sécréter des hormones, ils possèdent une différente conformation et elles doivent donc se transdifférencier. Aussi, une destruction des cellules bêta causée par le diabète créait des îlots dans le pancréas des rats. Ceux-ci ont remédié à la situation en effectuant une transdifférenciation des cellules ductales en cellules bêta.

#### Régénération du pancréas à partir de cellules hépatiques
Après avoir effectué une diète réduisant la quantité de cuivre, un métal ayant une influence directe favorisant le fonctionnement du pancréas suivie d’une transplantation de cellules hépatiques dans des rats d’expérimentation, certains scientifiques, dirigés par J.K. Reddy, ont testé la régénération du pancréas. Après quelques semaines suivant l’expérimentation, on remarquait que les cellules acinaires avaient été grandement réduites, alors que des cellules épithéliales et des cellules ovales, des cellules de régénération du foie, étaient présentes. Elles ont été transdifférenciées à partir des cellules nommées hépatocytes, qui sont des cellules du parenchyme du foie. Il est toutefois important de tenir en compte le fait que les cellules transplantées étaient transgéniques et enrichies pour former des cellules pancréatiques descendantes. 
De plus, il a récemment été démontré que les cellules hépatiques peuvent développer certains gènes permettant de régulariser les cellules pancréatiques. Il existe le gène Pancreatic, qui permet de convertir les cellules, mais aussi le gène pdx1, faisant partie de l’homéoboîte duodénale et codant le facteur de transcription PDX1. Ce dernier est crucial lors du développement du pancréas, car il permet de régulariser les cellules Bêta et ainsi permettre à l’organisme de produire de l’insuline pour digérer. Donc, si le foie est en mesure de créer ces différents gènes, il y a bel et bien une transdifférenciation.

#### Régénération du foie à partir de cellules pancréatiques
Ce processus est beaucoup moins fréquent que le processus précédent, mais il arrive toutefois que le foie peut se régénérer à partir des cellules pancréatiques lorsqu’il est traité avec des biphényles polychlorés pour les rats. Le pancréas possède des tissus pouvant former des hormones dites exocrines, donc qui créent des hormones destinées à l’extérieur de l’organisme. La plupart des cas de régénération du foie à partir du pancréas se sont produits à base d’hormones exocrines. Cependant, dans la plupart des cas, les cellules qui se transdifférencient conduisent à des tumeurs ou des dommages tissulaires. 
Dans certains cas, lorsque traités avec des conditions bien précises, les tissus du pancréas et du foie peuvent se transdifférencier en tissus intestinaux.

### Transdifférentiation des cellules de l’estomac et de l'intestin
De manière naturelle, il peut y avoir des cellules qui se transdifférencient de l’estomac et de l’intestin chez les mammifères, mais ces types de métaplasie entraînent souvent des néoplasies.
Comme ce sont deux organes qui sont directement en contact dans le système digestif, ils partagent le même tissu épithélial étant à la base de la formation de cellules multipotentes destinées à être gastriques ou intestinales. Deux différents éléments le composent, les glandes et les cryptes de Lieberkühn qui forment respectivement les cellules de l’estomac et de l’intestin. Les cellules souches gastriques sont situées près de la glande, alors que les cellules souches intestinales sont situées directement au-dessous de la crypte. Les cellules générées sont les cellules entéroendocrines, les cellules caliciformes, entérocytes, qui migrent après s’être différenciées. Il existe aussi les cellules de Paneth, qui, elles, restent à la base de la crypte. Ces cellules sont très actives et possèdent un renouvellement extrêmement rapide, soit de 2 à 7 jours, ce qui fait en sorte qu’elles sont plus susceptibles d’être altérées si une erreur génétique subvenait. 
Lorsqu’il y a des cellules intestinales développées dans des tissus de la muqueuse gastrique, il y a présence de métaplasie intestinale. Cela signifie alors que des cellules souches gastriques destinées à former l’estomac se sont transdifférenciées en cellules intestinales. Il existe deux types de métaplasie intestinale, la métaplasie complète et incomplète. Dans le cas de la métaplasie complète, toutes les types de cellules intestinales sont présentes à la suite de la transdifférenciation alors qu’il n’y a que des cellules de caliciformes et des cellules colonnaires, des cellules faisant partie de l’épithélium, pour la métaplasie incomplète. Peu importe le type de métaplasie, celle-ci augmente nettement les chances de l’individu de souffrir d’un carcinome gastrique qui peut ensuite entraîner le cancer de l’estomac.
Ce type de métaplasie peut être soit causé par un changement environnemental ou expliqué par une erreur de variation génétique. Cela peut, notamment avoir été occasionné par la bactérie Helicobacter pylori qui, après avoir infecté un tissu, cause des lésions dans les tissus de l’estomac. Ainsi, cela augmente les risques de la métaplasie intestinale, puisque les cellules souches gastriques subissant un stress auront une plus grande tendance à se différencier en tissu intestinal.
Les facteurs de transcription en jeu sont les facteurs Cdx1 et Cdx2 qui sont formés par les gènes de l’homéoboîte caudale cdx1 et cdx2. Ces deux gènes permettent la différenciation, le développement et l’entretien durant les phases plus tardives des cellules intestinales. Ainsi, lorsqu’il y a une mutation dans le code de ces gènes, les facteurs de transcription qui en découlent effectuent des processus différents, ce qui est à la base de la métaplasie intestinale. On les retrouve dans l’Estomac des organismes qui ont subi une transdifférenciation des cellules de l’estomac, alors qu’ils ne devraient que se situer dans l’intestin.

## Chez lesamphibiens
Les Urodèles, un ordre comportant les salamandres, sont les vertébrés possédant les meilleures capacités de régénération naturelle. La plupart des cas sont retrouvés chez les tritons, de la sous-famille des Pleurodelinae, mais c’est l’axolotl, Ambystoma mexicanum, qui représente l’espèce modèle de ce processus. Ils sont capables de régénérer leur mâchoire, leur lentille oculaire, leur rétine, quelques parties de leur cœur ainsi que leurs membres et leur queue. Ils sont parmi les seuls vertébrés à posséder un blastème à l’âge adulte. Un blastème est composé de cellules permettant la croissance et la régénération des organes, c’est pourquoi il est plus souvent retrouvé chez les embryons et les stades précoces du développement. 
La plupart des régénérations des tritons utilisent la transdifférenciation des cellules qui se trouvent à proximité des tissus endommagés, généralement à une distance de moins de 100 µm. Si la métaplasie se faisait à des échelles plus grandes, cela ne serait pas nécessairement considéré comme une régénération, mais plutôt comme un dérèglement qui pourrait entraîner de graves conséquences, comme la néoplasie.

### Régénération du cœur
Lorsque les cellules apicales du ventricule sont endommagées, les cardiomyocytes près du site de coagulation recommencent leur cycle cellulaire. Elles entrent dans la phase S, c’est-à-dire une des phases qui permet aux cellules de dupliquer leur ADN. Ainsi, cela démontre que les cellules cardiaques se régénèrent, un caractère qui n’est pas présent chez les mammifères. Cependant, les cardiomyocytes n’effectuent pas de transdifférenciation, ils sont seulement un exemple de régénération qui démontrent l’adaptation des cellules des amphibiens. 

### Régénération des membres et de la queue
Tout de suite après l’amputation d’un membre, les tissus endommagés sont recouverts de cellules épithéliales qui font partie du mésenchyme, un tissu à l’origine du développement qui contient le blastème, qui recommencent leur cycle cellulaire. Les cellules du cartilage adjacent ainsi que celles des tissus et des muscles connexes se dédifférencient alors afin de pouvoir devenir des cellules progénitrices du blastème. Ensuite, ces cellules se redifférencient pour régénérer la morphologie des membres ou de la queue.
Pour ce qui est de la régénération des muscles, il est d’abord important de comprendre que les muscles squelettiques sont composés de myotubes, des structures étant composées de plusieurs noyaux qui résultent de la fusion de myoblastes, des cellules souches à la base des muscles squelettiques. Ils sont aussi composés de myofibres, qui sont également multinucléées, formées des myofibrilles et elles permettent la contraction musculaire volontaire. Les myotubes sont dépendants de plusieurs facteurs de transcription, dont Myod5 et Myod2. On remarque que lorsque les muscles des membres sont détruits, les cellules qui étaient multinucléées détruisent leur syncytium et se séparent en cellules mononuclées, afin de pouvoir se transdifférencier en un autre type de cellules. Ce type de processus s’appelle la cellularisation. Aussi, on remarque que les noyaux des myotubes recommencent leur cycle cellulaire, en amorçant leur duplication d’ADN, c’est-à-dire la phase S, de façon à pouvoir proliférer.
Ce mécanisme est causé par une inactivation du facteur de transcription MEF2, qui permet le maintien de la différenciation des myotubes à l’âge adulte. En outre, la phosphorylation de la protéine pRb, qui empêche une trop grande prolifération de cellules, entraîne un dérèglement de celle-ci et engendre ainsi la phase S des cellules concernées. Cela est notamment provoqué lorsqu’elles sont en contact avec du sang coagulé avec la protéase Thrombine, qui est générée lorsqu’il y a un tissu d’endommagé chez les tritons.  

### Régénération de l’œil chez les amphibiens
Chez les tritons, la régénération de la lentille oculaire peut se faire naturellement à partir des cellules épithéliales pigmentées qui composent l’iris.  Seules les cellules appartenant aux tissus dorsaux de l’iris peuvent se transdifférencier naturellement. Elles recommencent d’abord leur cycle cellulaire afin de proliférer. Ensuite, elles se dédifférencient et perdent leur pigmentation. Puis, une vésicule ressemblant à une lentille se forme à partir de ces cellules, ce qui est le précurseur de la nouvelle lentille. De manière artificielle, il est aussi possible de régénérer la lentille à partir des tissus ventraux.  Ensuite, les cellules postérieures s’allongent pour se changer en fibres de la lentille et pour créer le cristallin alors que les cellules antérieures deviennent l’épithélium. 
Contrairement à ce qu’on s’imaginait, les gènes qui influencent le développement de l’œil (Pax6 et Six3) sont autant présents dans la partie ventrale que dorsale. Le facteur de transcription Prox1 est aussi important, car il est responsable de l’élongation des cellules ainsi que de la synthétisation du cristallin. Les gènes qui permettent le remodelage, c’est-à-dire collagénase et cathepsine, sont aussi présents dans les deux parties de l’épithélium. Cela signifie alors que ce sont d’autres gènes qui sont à l’origine de la transdifférenciation. Entre autres les gènes Hedgehog qui régulent la signalisation chez les organismes (Sonic Hedgehog et Indian Hedgehog) sont présents dans la régénération. Il y a aussi la présence des facteurs de croissance influencés par la voie Wnt, qui est une cascade de signalisation pour la prolifération cellulaire. Ceux-ci, lorsqu’inhibés, empêchent l’action des cellules dorsales de l’iris et induisent ainsi la transdifférenciation. 
Les tritons ne sont pas les seuls vertébrés pouvant régénérer leur lentille oculaire. En effet, il existe aussi une espèce de grenouille, Xenopus laevis, capable de transdifférencier certaines de ses cellules oculaires, mais seulement au stade larvaire. Dans ce cas-ci, ce sont les cellules de l’épithélium extérieur cornéen qui se métamorphosent en cellules du cristallin, plus précisément celles situées au-dessus de la pupille. Normalement, le fait qu’il y ait une présence d’une couche intérieure d’épithélium cornéen et une lentille empêche que l’épithélium extérieur cornéen puisse se transformer. Cependant, lorsqu’ils sont détruits, des signaux inductifs déclenchent une cascade de réaction permettant aux lentilles de se régénérer.
Plus la grenouille croît, plus ce pouvoir de régénération diminue, puisque les cellules se différencient de plus en plus et que la couche intérieure de la cornée favorise sa propre guérison afin de protéger la pupille. Il n’y a pas de blastème aussi développé que chez le triton à l’âge adulte de Xenopus laevis pour permettre une transdifférenciation chez la grenouille, ce qui explique pourquoi la régénération ne se fait qu’avant la métamorphose.

## Exemple de transdifférenciation induite et thérapeutique
Le premier exemple d'une transdifférenciation fonctionnelle a été fournie par Ferber et al, en induisant un décalage dans le développement des cellules du foie et les convertissant en cellules similaires aux bêta pancréatiques. Les cellules ont alors induit un large processus de transdifférenciation fonctionnel et durable ayant amélioré l'hyperglycémie chez les souris diabétiques. De plus, les cellules transdifférenciées bêta ont prouvé leur résistance aux attaques autoimmunes caractérisant le diabète de type 1.
L'opération a ensuite été transposée chez l'Homme. En effectuant la transduction d'une cellule hépatique avec un unique gène, Sapir et al ont pu induire la transdifférenciation de cette cellule en cellule bêta.
Cette approche a été démontrée chez la souris, le rat, Xenopus et les tissus humains (Al-Hasani et 2013).
Schématiquement, la démarche s'effectue comme suit : les hépatocytes sont obtenus par biopsie du foie de patients diabétiques, puis sont mis en culture ex vivo, transduits avec un virus type pdx-1, transdifférenciés en cellules bêta produisant de l'insuline, et retransplantés chez le patient.

## Méthodes

### Lineage-Instructive Approach
Dans cette approche, les facteurs de transcription de cellules progénitrices des cellules de type ciblé sont transfectés dans une cellule somatique pour induire la transdifférenciation. Il existe deux différents moyens de déterminer quel facteur de transcription utiliser : en commençant avec un grand groupe de facteurs et en les éliminant un par un ou en commençant avec un ou deux facteurs et en en ajoutant plus au fur et à mesure.
Une théorie pour expliquer les exactes spécificités est que des TFs ectopiques dirigent la cellule vers un état progéniteur et le redirigent ensuite vers un nouveau type cellulaire. Des réarrangements de la structure de la chromatine via la méthylation de l'ADN ou la modification des histones pourraient aussi jouer un rôle.
Voici une liste d'exemples in vitro et in vivo. In vivo, les méthodes de transfection spécifique de cellules murines utilisent le même type de vecteurs que ceux in vitro, mis à part que le vecteur est injecté dans un organe spécifique. Zhou et al. (2008) ont injecté Ngn3, Pdx1 et Mafa dans le lobe splénique dorsal de souris pour reprogrammer les cellules exocrines pancréatiques en cellules bêta afin d'améliorer l'hyperglycémie.

### Phase d'approche initiale de l'activation épigénétique
Les cellules somatiques sont transfectées temporairement avec des facteurs de reprogrammation cellulaire (Oct4, Sox2, Nanog, etc.) avant d’être transfectées avec le facteur inhibiteur ou activateur désiré.

### Mécanisme d'action
Les facteurs de transcription fonctionnent comme une détente à court terme jusqu'à un processus irréversible. Les cellules hépatiques transdifférenciées sont observées 8 mois après une unique injection de pdx1.
Le facteur de transcription ectopique inhibe le répertoire d'expression de gènes dans chaque cellule. Cependant, le répertoire de gènes désiré est activé seulement sur une sous-population de cellules prédisposées. Malgré la dédifférenciation massive, l'approche par traçage de lignage démontre que la transdifférenciation a pour origine les cellules adultes.